# Élections européennes de 1979 au Royaume-Uni
Les élections européennes de 1979, les premières au suffrage universel direct, se déroulent du 7 au 10 juin 1979 selon les pays, et le jeudi 7 au Royaume-Uni.
Avec un taux de 32,3 %, la participation est largement inférieure à la participation moyenne dans la Communauté économique européenne (61,9 %) et la plus basse de tous les États-membres.

## Mode de scrutin
En Angleterre, Écosse et Pays de Galles, 78 députés furent élus au scrutin uninominal majoritaire à un tour dans 78 circonscriptions.
En Irlande du Nord, trois députés furent élus lors d'un scrutin à vote unique transférable dans une circonscription unique.

## Résultats
| Parti | Parti                         | Votes     | %    | Sièges | Groupe |
| ----- | ----------------------------- | --------- | ---- | ------ | ------ |
|       | Parti conservateur            | 6 508 492 | 48,4 | 60     | PPE    |
|       | Parti travailliste            | 4 253 247 | 31,2 | 17     | SOC    |
|       | Parti libéral                 | 1 690 638 | 12,6 | 0      |        |
|       | Parti national écossais       | 247 836   | 1,9  | 1      | DEP    |
|       | Plaid Cymru                   | 83 399    | 0,6  | 0      |        |
|       | Unis contre le marché commun  | 27 506    | 0,1  | 0      |        |
|       | Indépendant                   | 23 539    | 0,1  | 0      |        |
|       | Parti vert                    | 17 953    | 0,1  | 0      |        |
|       | Mebyon Kernow                 | 10 205    | 0,1  | 0      |        |
|       | Conservateurs indépendant     | 4 804     | 0,1  | 0      |        |
|       | Démocrate indépendant         | 2 473     | 0,1  | 0      |        |
|       | Groupe marxiste international | 1 635     | 0    | 0      |        |
|       | EFP                           | 497       | 0    | 0      |        |

| Parti | Parti                                  | Votes   | %    | Sièges | Groupe |
| ----- | -------------------------------------- | ------- | ---- | ------ | ------ |
|       | Parti unioniste démocrate              | 170 688 | 29,8 | 1      | NI     |
|       | Parti social-démocrate et travailliste | 140 622 | 25,5 | 1      | SOC    |
|       | Parti unioniste d'Ulster               | 140 622 | 29,9 | 1      | DE     |
|       | Parti de l'Alliance d'Irlande du Nord  | 39 026  | 6,8  | 0      |        |
|       | Unionistes indépendants                | 38 198  | 6,7  | 0      |        |
|       | Républicains indépendants              | 33 969  | 5,9  | 0      |        |
|       | Communauté unie                        | 9 383   | 1,6  | 0      |        |
|       | Parti travailliste uni                 | 6 122   | 1,1  | 0      |        |
|       | Parti des travailleurs d'Irlande       | 4 418   | 0,8  | 0      |        |
|       | Parti unioniste d'Irlande du Nord      | 3 712   | 0,6  | 0      |        |
|       | Parti libéral d'Ulster                 | 932     | 0,2  | 0      |        |